# 惠特尼維爾 (緬因州)
惠特尼維爾（英語：Whitneyville）是一個位於美國緬因州華盛頓縣的鎮。

## 人口
根據2020年美國人口普查的數據，惠特尼維爾的面積為39.54平方千米，當中陸地面積為38.54平方千米，而水域面積為0.80平方千米。當地共有人口202人，而人口密度為每平方千米5人。